# Francisco Camoiras
Francisco Pérez Camoiras, dit Paco Camoiras (né le 13 juin 1929 à Madrid et mort le 1er décembre 2018 dans la même ville) est un acteur espagnol, ayant débuté comme acteur enfant avec le film Raza en 1942. Il a également travaillé en 1947 comme clown musical avec son frère, Quique Camoiras.

## Filmographie partielle

### Cinéma
- 1961 : Ha llegado un ángel de Luis Lucia Mingarro
- 1962 : La Chevauchée des Outlaws (I pianeti contro di noi) de Romano Ferrara
- 1963 : Le Bourreau (El Verdugo) de Luis García Berlanga
- 1978 : La Carabine nationale (La escopeta nacional) de Luis García Berlanga
- 1982 : La Ruche (La Colmena) de Mario Camus
- 1986 : El viaje a ninguna parte de Fernando Fernán Gómez
- 1987 : La Estanquera de Vallecas de Eloy de la Iglesia